# Eleanor Josephine Macdonald
Eleanor Josephine Macdonald (4 de març de 1906 - 26 de juliol de 2007) fou una pionera epidemiòloga i investigadora del càncer estatunidenca, influïda i tutelada per Edwin Bidwell Wilson i Shields Warren. Fou un dels primers promotors de la idea que el càncer era una malaltia evitable. Va establir el primer registre de càncer dels Estats Units a Connecticut. Va demostrar, per primer cop, que existeix una connexió entre la radiació solar i el melanoma maligne.

## Educació
Eleanor Josephine Macdonald, filla d'Angus Alexander i Catherine Macdonald, va néixer a West Somerville (Massachusetts), el 1906. Angus Alexander, la família de la qual havia vingut d'Escòcia, era enginyer a AT&T Corporation i Catharine Boland Macdonald, la família de la qual era d'origen angloirlandès, era pianista de concerts. Va assistir al Radcliffe College i es va graduar el 1928 amb titulacions A.B. en música, història de la literatura i filologia anglesa. Durant quatre anys després de la seva graduació, va treballar com a violoncel·lista professional.

## Carrera
Robert B. Greenough, doctor en medicina, president del Comitè del Càncer a Massachusetts i amic de la família, va demanar ajuda a Macdonald per redactar un treball de recerca sobre mastitis quística.Això la va portar a convertir-se en epidemiòloga. Macdonald va estudiar els fonaments de l'epidemiologia i les estadístiques a l'Escola de Salut Pública de la Universitat Harvard. A Harvard va treballar amb Edwin Bidwell Wilson que la va tutorar en enfocaments estadístics i mètodes de Ronald Fisher. Macdonald fou nomenada llavors epidemiòloga al programa estatal de càncer de Boston, a la divisió d'higiene d'adults pel director Dr. Herbert L. Lombard.Va ser una iniciadora de la nova tecnologia informàtica que va posar a disposició dels investigadors. Des de 1930, Macdonald treballà amb les targetes perforades Remington Rand.
Entre 1940-1948 va treballar per al departament de salut de l'estat de Connecticut com a estadística i posteriorment al Memorial Hospital de Nova York. El doctor Thomas Parran Jr., cirurgià general dels Estats Units, va demanar a Macdonald que establís un registre nacional de càncer com ho havia fet a Connecticut. El 1948, el seu treball a Connecticut la va portar a publicar el treball inicial "La incidència i la supervivència en el càncer", anglès: The incidence and survival in cancer.Després d'això, va passar a l'Hospital M.D. Anderson de Houston, Texas.
La seva tasca a Nova Anglaterra va cridar l'atenció del doctor R. Lee Clark, que la va reclutar per ser el cap del recentment creat departament d'epidemiologia de l'Hospital M. D. Anderson i de l'Institut del Tumor de la Universitat de Texas. El 1948 va anar a Houston per convertir-se en professora d'epidemiologia al M.D. Anderson. Durant el seu mandat va desenvolupar un mètode de 200 codis (anomenat codi anticipatori) per transcriure gràfics de pacients que proporcionaven informació estadística als metges i investigadors del M.D. Anderson. El 1982 Macdonald es va retirar del M.D. Anderson i des del 1974 va continuar exercint com a professora emèrita.Va morir a casa seva a Houston, Texas, el 26 de juliol de 2007.

## Premis i honors
- Membre d'honor, consultora d'estadística de la Massachusetts Medical Society
- Membre honorífic de l'American Radium Society
- Membre honorífic de l'American Association for Cancer Research
- Premi Myron Gordon, 1972 (per aportacions per comprendre el paper de la raça, el sexe i l'exposició al sol al melanoma maligne)
- Premi de servei excepcional de l'American Cancer Society, 1973
- Premi distingit del servei Centre Oncològic M.D. Anderson[17][18]
- Saló de la fama del Centre Mèdic de Texas.

## Servei professional
- American Public Health Association
- Associació americana per l'avanç de la ciència
- Consultora del Consell Nacional del Càncer, Washington, DC

## Selecció de publicacions
- Lombard, Herbert L. i Eleanor Josephine Macdonald. (1931). State-Aided Cancer Clinics as Seen by the Practicing Physician. New England Journal of Medicine. 205(20): 949-951.
- Macdonald, Eleanor J. (febrer de 1936). Fundamentals of Epidemiology. Radcliffe Quarterly. 19-22.
- Macdonald, E. J. (1938). Accuracy of the Cancer Death Records. American Journal of Public Health and the Nation's Health. 28(7): 818-824.
- Macdonald, Eleanor J. i Frances A. Macdonald. (1940). Evaluation of Cancer Control Methodology. American Journal of Public Health and the Nation's Health. 30(5): 483-490.
- Macdonald, Eleanor J. (1948). Malignant melanoma in Connecticut. Annals of the New York Academy of Sciences. 4: 71.
- Macdonald, E. J. (1948). The present incidence and survival picture in cancer and the promise of improved prognosis. Bulletin of American College of Surgeons.
- Clark Jr, R. Lee, & Macdonald, E. J. (1949). The University of Texas, MD Anderson Hospital for Cancer Research. Medical woman's journal. 56(8): 34-37.
- Clark, R. Lee, & Macdonald, E. J. (1953). The natural history of melanoma in man. Pigment cell growth. 139-148
- Wall, J. A., Fletcher, Gilbert H., & Macdonald, E. J. (1954). Endometrial biopsy as a standard diagnostic technique; a review of 445 cases. The American Journal of Roentgenology, Radium Therapy, and Nuclear Medicine. 71(1): 95.
- Macdonald, E. J. (1959). The epidemiology of skin cancer. Journal of Occupational and Environmental Medicine. 1(9): 522.
- Macdonald, E. J. (1963). The epidemiology of melanoma. Annals of the New York Academy of Sciences. 100(1): 4-17.
- University of Texas MD Anderson Hospital and Tumor Institute, Houston. Department of Epidemiology, & Macdonald, E. J. (1968). The Survey of Cancer in Texas 1944-1966: Present Status and Results. 30 de juny de 1968. Elaborat per Eleanor J. Macdonald i el personal del Departament d'Epidemiologia.